# قانون فيردورن
تمت تسمية قانون فيردورن على اسم الاقتصادي الهولندي بيتروس جوهانس فيردورن (1949). تنص على أن الإنتاجية على المدى الطويل تنمو بشكل متناسب مع الجذر التربيعي للإنتاج. في علم الاقتصاد ، يتعلق هذا القانون بالعلاقة بين نمو الناتج ونمو الإنتاجية. وفقًا للقانون ، يؤدي النمو الأسرع في الإنتاج إلى زيادة الإنتاجية بسبب زيادة العوائد. جادل فيردورن بأنه «على المدى الطويل ، فإن التغيير في حجم الإنتاج ، على سبيل المثال حوالي 10 في المائة ، يميل إلى أن يكون مرتبطًا بمتوسط زيادة في إنتاجية العمل بنسبة 4.5 في المائة». تم العثور على معامل فيردورن القريب من 0.5 (0.484) أيضًا في التقديرات اللاحقة للقانون.

## شرح القانون
يصف قانون فيردورن علاقة بسيطة طويلة المدى بين الإنتاجية ونمو الناتج ، والتي تم تقدير معاملاتها تجريبياً في عام 1949 من قبل الاقتصادي الهولندي. تأخذ العلاقة الشكل التالي: p = a + bQ
حيث p هو نمو إنتاجية العمل ، Q نمو الناتج (القيمة المضافة) ، b هو معامل فيردورن و a هو معدل نمو الإنتاجية الخارجية.
يختلف قانون فيردورن عن «الفرضية المعتادة [...] بأن نمو الإنتاجية يجب تفسيره أساسًا من خلال تقدم المعرفة في العلوم والتكنولوجيا»  ، كما هو الحال عادةً في النماذج الكلاسيكية الجديدة للنمو (لا سيما نموذج سولو). عادة ما يرتبط قانون فيردورن بنماذج السببية التراكمية للنمو ، حيث يحدد الطلب بدلاً من العرض وتيرة التراكم.

### تطور القانون
طور نيكولاس كالدور وأنتوني ثيرلوال نماذج للنمو الذي تقوده الصادرات بناءً على قانون فيردورن. بالنسبة لبلد معين ، قد يؤدي التوسع في قطاع التصدير إلى التخصص في إنتاج منتجات التصدير ، مما يزيد من مستوى الإنتاجية ، ويزيد من مستوى المهارات في قطاع التصدير.وقد يؤدي ذلك بعد ذلك إلى إعادة تخصيص الموارد من القطاع غير التجاري الأقل كفاءة إلى قطاع التصدير الأكثر إنتاجية ، وانخفاض أسعار السلع المتداولة وزيادة القدرة التنافسية. قد يؤدي هذا التغيير في الإنتاجية بعد ذلك إلى توسيع الصادرات ونمو الناتج.
يوضح ثيرلوال أن معدل النمو في العديد من البلدان لا يتجاوز أبدًا نسبة معدل نمو الصادرات إلى مرونة الدخل للطلب على الواردات. هذا يعني أن النمو مقيد بتوازن ميزان المدفوعات. تُعرف هذه النتيجة باسم قانون ثيرلوال.
أحيانًا يسمى قانون فيردورن قانون أو تأثير كالدور فيردورن.